# TTL-экспонометр
TTL-экспонометр (англ. Through the lens, TTL: «через объектив») — разновидность встроенного экспонометра, измеряющего яркость снимаемой сцены непосредственно через съёмочный объектив фотоаппарата или кинокамеры. В советской литературе по фотографии некоторое время использовалось понятие «внутреннее светоизмерение» и соответствующая аббревиатура «ВС», например в названии фотоаппарата «Зенит-15 ВС». Однако, в дальнейшем это обозначение было вытеснено международным термином TTL.
Применяется для определения правильной экспозиции, главным образом, в однообъективных зеркальных фотоаппаратах и кинокамерах с зеркальным обтюратором, однако может использоваться и с другими типами видоискателя. По сравнению с экспонометрами, оснащёнными внешним фотоэлементом, главным достоинством такого принципа измерения считается его высокая точность, получаемая за счёт автоматического учёта большинства факторов, влияющих на экспозицию, в том числе кратности применённых светофильтров, эффективной светосилы объектива, его поля зрения, выдвижения и прочих обстоятельств. 
К недостаткам TTL-экспонометра можно отнести невозможность измерения непосредственно в момент фотосъёмки при поднятом зеркале, что имеет значение при автоматическом управлении экспозицией и вносит ошибки при быстрых изменениях освещённости. Кроме того, TTL-экспонометр пригоден только для измерения яркости объектов съёмки и не даёт возможности определять освещённость сцены.

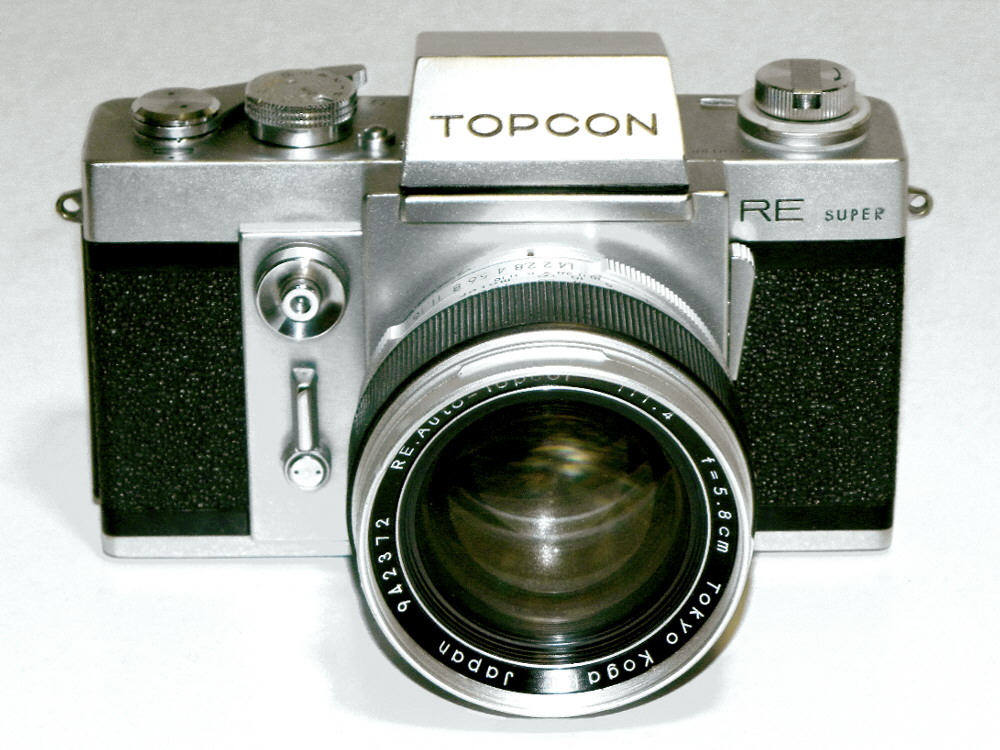
Первый в мире фотоаппарат с TTL-экспонометром «Topcon RE-Super» (1963)

## Историческая справка

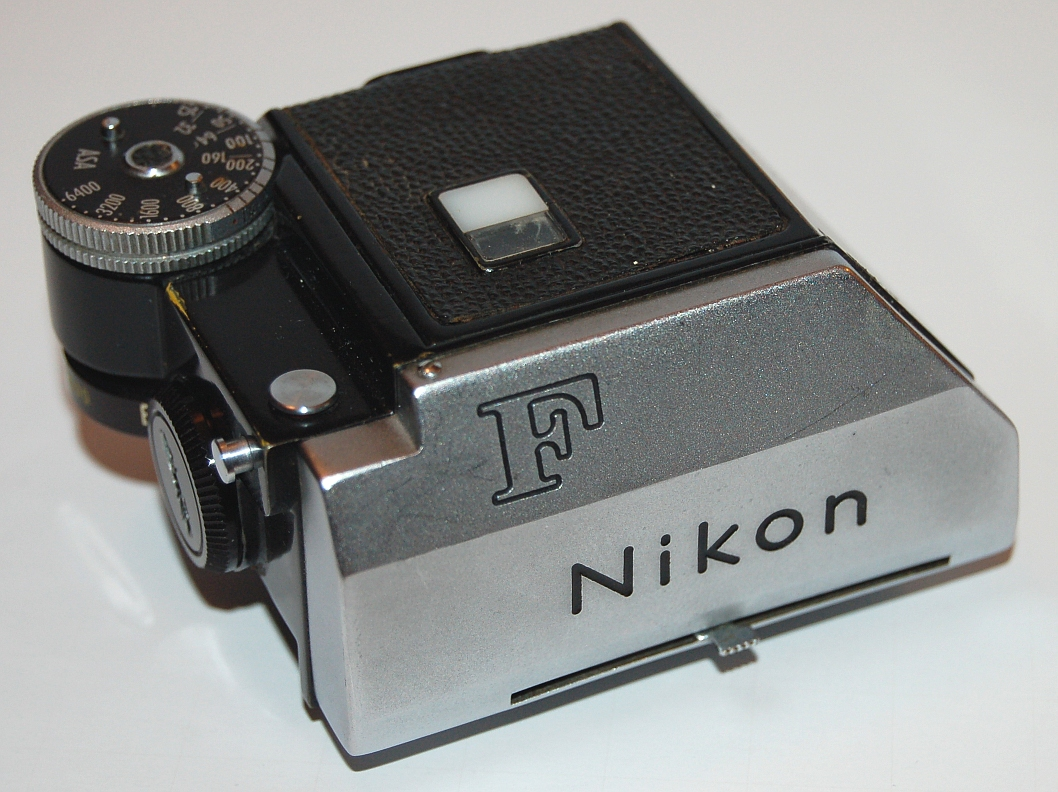
Первая сменная пентапризма Photomic T с TTL-экспонометром для камеры Nikon F (1965)

Принцип измерения экспозиции по свету, прошедшему через объектив впервые запатентован в 1935 году компанией Zeiss Ikon для двухобъективного зеркального фотоаппарата Contaflex 860/24. Патент DE 722135(C) на способ заобъективного измерения в однообъективных зеркальных фотоаппаратах, поданный в июле 1939 года, зарегистрирован в 1942 году в нацистской Германии, и из-за войны не был воплощён «в металле». Селеновый фотоэлемент в форме рамки предполагалось размещать вокруг фокусировочного экрана со стороны зеркала. Практически одновременно компанией Arnold & Richter подан патент на заобъективный экспонометр для киносъёмочных аппаратов с зеркальным обтюратором, опубликованный лишь после войны.
Широкое внедрение TTL-экспонометров началось только после появления полупроводниковых фоторезисторов и фотодиодов, значительно более компактных чем селеновые фотоэлементы: размещение последних внутри оптического тракта связано с большими трудностями. В 1960 году на выставке Photokina компания Asahi Optical Co. представила прототип фотоаппарата Pentax под названием Spot-Matic с точечным заобъективным измерением. Однако, первым фотоаппаратом с TTL-экспонометром считается Topcon RE-Super, запущенный в серийное производство в 1963 году японской компанией Tokyo Kogaku KK. Второй камерой через год стала Alpa 9d, и почти одновременно начат выпуск доработанного Pentax Spotmatic. В 1965 году на весенней Лейпцигской ярмарке представлен восточногерманский Praktica Mat с заобъективным измерением, и в том же году выпущена сменная пентапризма Photomic T для камеры Nikon F, до этого оснащавшейся приставным внешним фотоэлементом. Этот тип призмы стал первым в мире сменным видоискателем, оснащённым TTL-экспонометром. В СССР заобъективное измерение впервые реализовано в 1972 году в фотоаппарате «Зенит-16». В настоящее время все зеркальные фотоаппараты оснащаются TTL-экспонометрами сопряжённой конструкции, то есть непосредственно связанной с органами управления экспозицией и экспоавтоматикой.

## Конструкция
Эффективность измерения экспозиции и светопропускание видоискателя зависит от расположения фоторезисторов TTL-экспонометра. При этом, яркость изображения в зеркальном видоискателе является одной из важнейших характеристик фотоаппарата или кинокамеры, поскольку от неё зависит точность фокусировки, затруднённой при недостатке освещения. В первом фотоаппарате с TTL-экспонометром Topcon RE-Super светочувствительный CdS фоторезистор располагался в зеркале, некоторые участки которого были полупрозрачны. При этом терялось не более 7 % света, остальная часть которого попадала в видоискатель. Однако, наиболее широкое распространение получили схемы без разделения светового потока, одной из которых стало расположение фоторезисторов за окулярной гранью пентапризмы. Первыми TTL-экспонометрами такой конструкции оснащались фотоаппараты компании Asahi Optical, запатентовавшей расположение сенсоров в 1967 году. В дальнейшем устройство стало общепринятым для большинства иностранных производителей. Такая конструкция не требует отбора света: сенсоры получают световой поток, проходящий мимо окуляра. Встречаются конструкции, в которых светочувствительные элементы расположены у верхних граней пентапризмы, отбирая боковые пучки света, не попадающие в окуляр. Такое устройство пентапризмы было, например, у фотоаппаратов «Minolta XK» и «Leica R3».
Некоторые системы TTL-измерения осуществляли отбор света из оптического тракта видоискателя, снижая его светосилу и затрудняя визирование и фокусировку. Например, в советских фотоаппаратах «Зенит-TTL» и «Зенит-19» отбор света осуществлялся от передней полупрозрачной грани пентапризмы. В результате, видоискатель этих фотоаппаратов оказался значительно «темнее», чем у предшественников «Зенит-Е» и «Зенит-ЕМ» с внешним фотоэлементом экспонометра. Аналогичная проблема существовала в киносъёмочных аппаратах, отбор света в которых осуществлялся также в оптическом тракте сопряжённого видоискателя, как правило, призмами с полупрозрачной зеркальной гранью, часто предназначенными также для телевизира. Некоторое распространение получило расположение сенсора у торца коллективной линзы с внутренним наклонным полупрозрачным отражателем («Canon F-1»). Такая схема наиболее выгодна в камерах со съёмной пентапризмой, экспонометр которых остаётся работоспособным независимо от типа установленного видоискателя.
Те же преимущества даёт решение, впервые использованное в 1968 году в камерах «Leicaflex SL», когда фоторезистор располагается под основным полупрозрачным зеркалом, улавливая свет, отражаемый вспомогательным маленьким зеркалом. Такое устройство, характерное также для фотоаппаратов «Nikon F3», «Pentax LX» и «Olympus OM-3», позволяет измерять тем же сенсором свет, отраженный от плёнки во время экспозиции, в том числе фотовспышку. Однако, полупрозрачное зеркало снижает световую эффективность видоискателя. Для повышения яркости изображения в таких камерах часто используется сложная мозаичная микроструктура полупрозрачного участка зеркала. В современной цифровой аппаратуре расположение фотодиода под зеркалом практически не встречается, поскольку эта часть оптического тракта занята модулем автофокуса, а свет вспышки измеряется другим способом.
|                                                    |                                                         |                                                                                  |                                      |                                                                           |                                  |                                                            |
| В подвижном полупрозрачном зеркале Topcon RE-Super | На полупрозрачной грани пентапризмы Зенит-TTL, Зенит-19 | На окулярной грани пентапризмы Pentax Spotmatic, Nikon FM, Canon EOS, Зенит-12сд | У торца коллективной линзы Canon F-1 | Под вспомогательным зеркалом Leicaflex, Nikon F3, Pentax LX, Olympus OM-3 | Напротив фотоплёнки Olympus OM-2 | На откидном рычаге за полупрозрачным зеркалом Canon Pellix |

Дальнейшее развитие экспонометров и появление точечного и оценочного режимов измерения привели к усложнению конструкции фоторезисторов и появлению новых схем их расположения, не снижающих яркость видоискателя. Многозонные матричные фоторезисторы, осуществляющие оценочный замер, в большинстве случаев устанавливаются у окулярной грани пентапризмы и оснащаются микрообъективом, строящим уменьшенное изображение кадра на светочувствительной поверхности. Такая схема с одним многозонным фоторезистором, расположенным выше окуляра, реализована во всех камерах серии «Canon EOS». Этот же светочувствительный элемент используется для точечного режима измерения. Измерение света, отражённого от плёнки, осуществляется другим фоторезистором, расположенным под зеркалом, рядом с модулем автофокуса. Подобное расположение светочувствительных ячеек использовано в камере «Nikon F4». Отличие заключается в двух многозонных сенсорах, расположенных по бокам от окуляра для осуществления оценочного замера. Многие зеркальные фотоаппараты оснащаются несколькими фоторезисторами, расположенными в разных местах оптического тракта для измерения экспозиции в различных режимах.
Цифровые зеркальные фотоаппараты, поддерживающие режим Live View, а также беззеркальные камеры для измерения экспозиции используют данные со светочувствительной матрицы.
Измерение экспозиции через съёмочный объектив возможно и в дальномерных фотоаппаратах. Для этого могут применяться фоторезисторы, установленные на рычаге, убирающемся перед срабатыванием затвора, как это сделано в камере «Leica M5».
В СССР был разработан фотоаппарат «ФЭД-6 TTL» с таким же принципом светоизмерения, однако серийно он не выпускался. Фоторезистор на убирающемся рычаге использовался также в некоторых зеркальных фотоаппаратах, например, «Canon Pellix» с неподвижным полупрозрачным зеркалом.

### Два способа сопряжения
Уже самые первые TTL-экспонометры имели сопряжённую конструкцию, обеспечивающую полуавтоматическое или автоматическое управление экспозицией. При этом сопряжение с переключателем выдержек легко реализуется переменным резистором, включаемым в измерительную цепь, а передача в экспонометр информации об относительном отверстии объектива может происходить двумя способами. В дальномерных фотоаппаратах и кинокамерах диафрагмирование объектива автоматически отражается на результатах измерения, поскольку пропорционально изменяется количество света, достигающего сенсор. В этом случае никакие связи экспонометра с объективом не требуются.

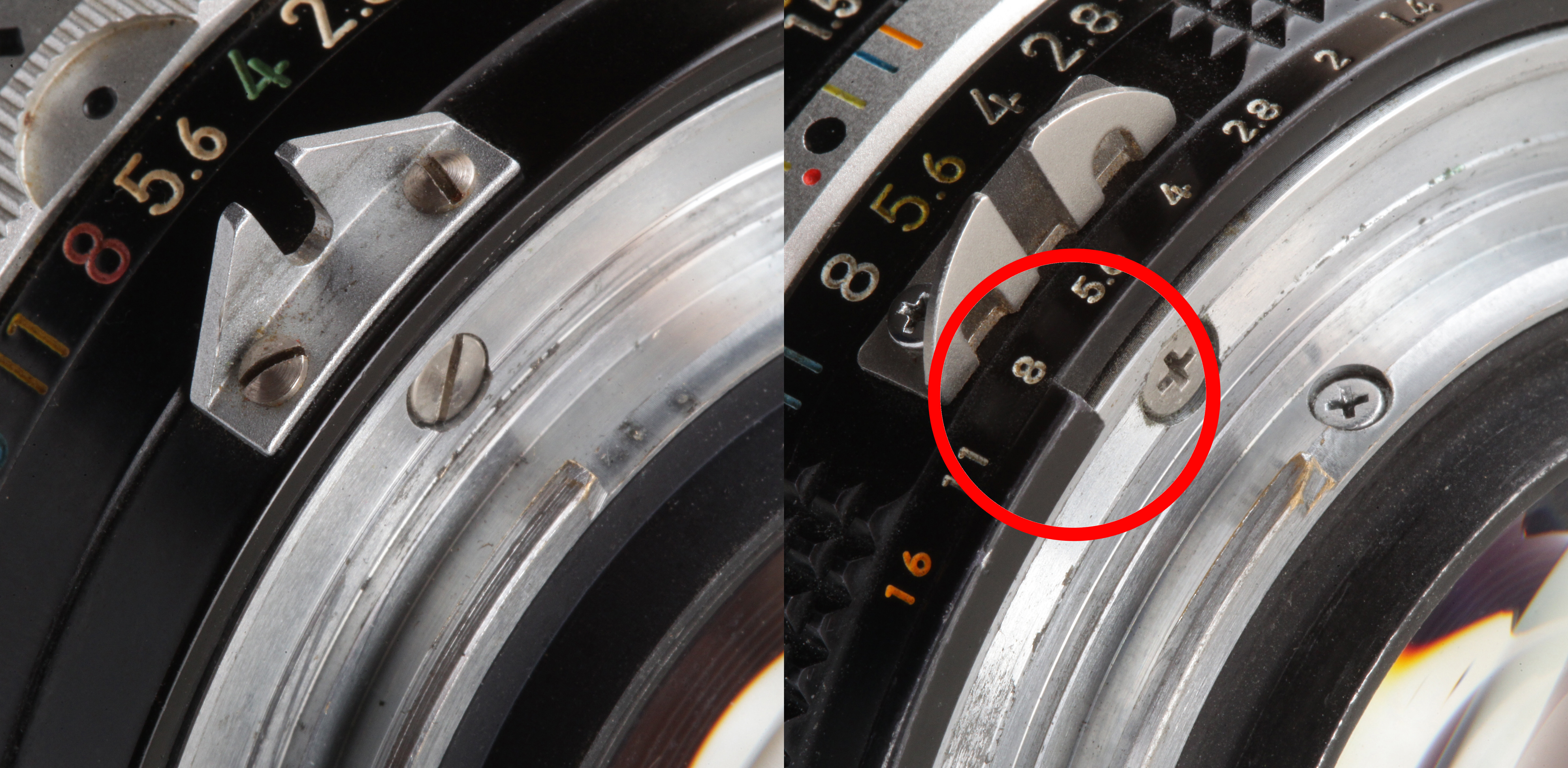
Колодка и выступ измерительной связи на кольце прыгающей диафрагмы объективов Nikkor

В зеркальных фотоаппаратах с прыгающей диафрагмой измерение может происходить только перед съёмкой, пока зеркало опущено, но отверстие при этом полностью открыто. Поэтому для получения корректного результата экспонометр должен включаться только при рабочем положении диафрагмы, закрытой репетиром, или в показания должна вноситься поправка, зависящая от положения её управляющего кольца. Эти два способа принято разделять и называть англ. Stop Down Metering и англ. Full Aperture Metering соответственно. Первый способ пригоден только для полуавтоматического управления экспозицией. Однако, его техническая реализация наиболее проста, и используется для объективов с резьбовым креплением или с обычной диафрагмой. Фотоаппараты с TTL-экспонометром и резьбовым креплением объективов, например Pentax Spotmatic, измеряли экспозицию только при рабочем значении прыгающей диафрагмы. Причина кроется в невозможности корректировки показаний экспонометра при отсутствии его измерительной связи с диафрагмой, легко реализуемой только при байонетном креплении сменной оптики.
Второй способ измерения при открытой диафрагме считается наиболее совершенным из-за пригодности для автоматического управления экспозицией. Однако, для реализации замера при полном отверстии необходима передача предустановленного значения прыгающей диафрагмы и светосилы в экспонометрическое устройство. Это усложняет оправу объектива и её присоединение к камере. Впервые такой принцип измерения реализован в камерах Topcon RE-Super и Nikon F с байонетным креплением оптики, обеспечивающим точную повторяемость ориентации оправы относительно камеры после каждой замены объектива. 
В 1966 году аналогичное сопряжение с экспонометром появилось в объективах новой версии байонета Minolta SR, а в 1971 году возможность измерения при открытой диафрагме получил байонет Canon FD. Разработанный в 1974 году байонет К также предусматривал механическую передачу отношения установленной диафрагмы к светосиле. В 1977 году Nikon стандартизировал новую систему сопряжения AI (англ. Automatic maximum aperture Indexing), одновременно со значением диафрагмы передающую также светосилу, значение которой критически важно для корректной работы экспонометра. Эта же система применялась в отечественных фотоаппаратах «Киев-20» и «Киев-19М», выпуск которых был ограничен. Резьбовой фотоаппарат «Зенит-18» мог измерять экспозицию при открытой диафрагме за счёт электрической передачи значения диафрагмы, но лишь с одним штатным объективом «Зенитар-МЕ1». В более современных системах, например Canon EF, передача происходит через цифровой интерфейс байонета. Все современные зеркальные фотоаппараты оснащаются TTL-экспонометрами, измеряющими экспозицию при полностью открытой диафрагме.

### Влияние фокусировочного экрана и окуляра
При размещении фоторезисторов в пентапризме точность измерения зависит от светопропускания и конструкции фокусировочного экрана, линза Френеля которого рассчитывается с учётом расположения сенсоров. Поэтому, при использовании сменных экранов с различными оптической силой и светорассеянием, эти факторы необходимо учитывать. В большинстве профессиональных камер для этого используется ручной ввод экспокоррекции, величина которой определяется для каждого типа экрана по таблицам или документации самого экрана. Некоторые фотоаппараты автоматически переключают экспонометр в зависимости от типа экрана, оснащаемого сигнальными выступами.
Большинство типов TTL-экспонометров чувствительны к свету, проникающему через окуляр. Для устранения ошибок измерения профессиональные фотоаппараты оснащаются окулярной шторкой, перекрывающей посторонний свет при съёмке со штатива или в других ситуациях, когда визирование не требуется и окуляр не заслонён лицом фотографа. Любительские камеры часто оснащаются специальным резиновым колпачком, носимым на ремне камеры и надевающимся на оправу окуляра.

## TTL OTF

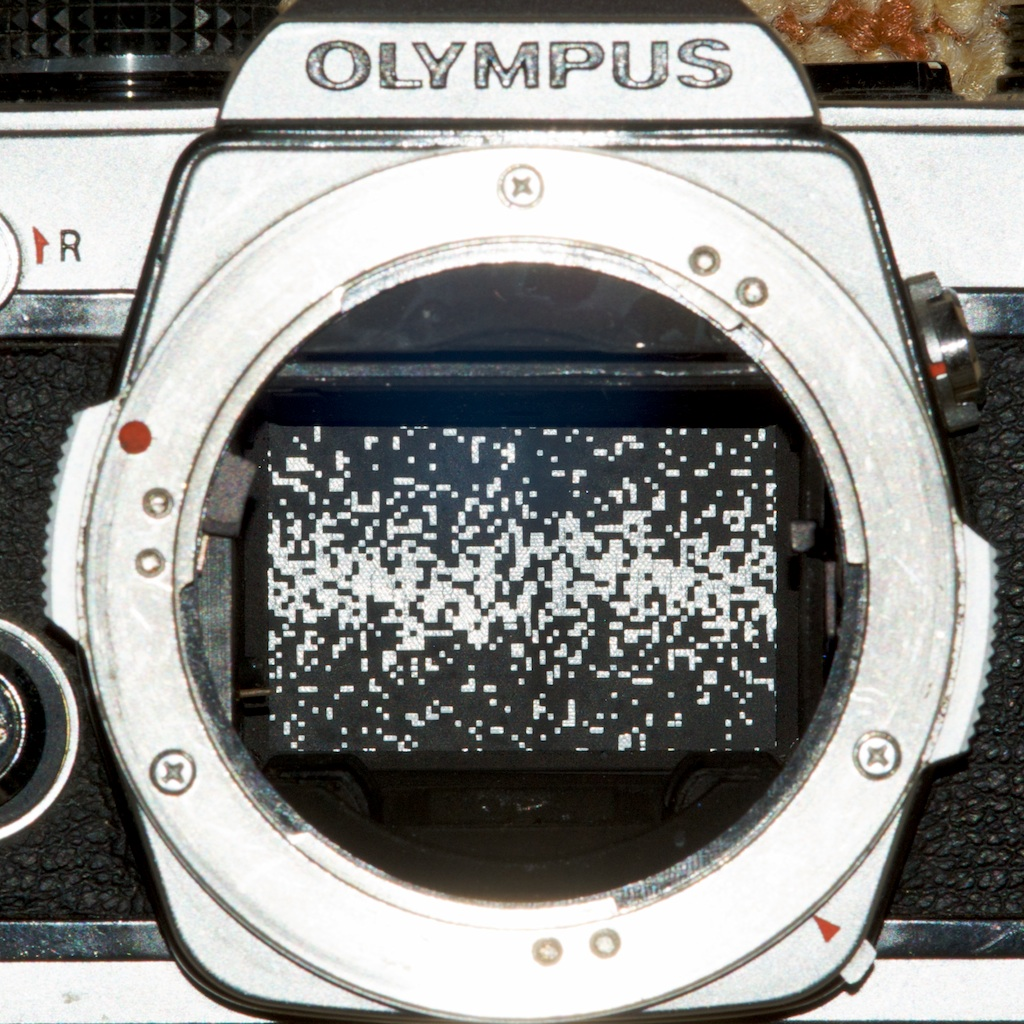
Рисунок на первой шторке затвора камеры Olympus OM-2, отражающий свет на фоторезистор

Кроме традиционных систем TTL-экспонометрии, измеряющих свет через зеркальный видоискатель, существуют системы, измеряющие свет, отражённый от эмульсии фотоплёнки во время экспозиции. Общепринятое название таких систем — TTL OTF (англ. Off The Film). Этот принцип разработал конструктор компании Olympus Йошихиса Майтани и впервые применил в модели OM-2, представленной в 1974 году на выставке Photokina. После подъёма зеркала светочувствительный сенсор начинает измерение интенсивности света, отражённого от плёнки и первой шторки затвора, на которую нанесён сгенерированный компьютером рисунок. Светоотражающая шторка использовалась для измерения непрерывного освещения по системе ADM (англ. Auto Dynamic Metering), с помощью которой реализован режим приоритета диафрагмы, работающий в реальном времени. Это позволяет учитывать мгновенные изменения экспозиции непосредственно в момент съёмки, повышая точность экспонирования. Для предварительной оценки экспопары будущего снимка в пентапризму встроены фотодиоды, работающие по классической схеме TTL. Аналогичный принцип измерения реализован в камере Pentax LX, где фотодиод предварительного замера располагался в другом месте тракта.
Измерение экспозиции по технологии TTL OTF даёт некоторый разброс результатов, неизбежный из-за различной отражающей способности разных типов фотоматериалов. В большинстве случаев он не превышает половины ступени, но отдельные сорта плёнок одноступенного процесса Polaroid оказывались вообще непригодными для такой экспонометрии, поскольку имели почти чёрную окраску эмульсионного слоя. К подобным системам можно отнести экспонометры некоторых дальномерных камер, например, «Leica M6», когда фоторезистор предварительно измеряет свет, отражённый от белого пятна, нанесённого на первую шторку затвора. Измерение света, отражённого от киноплёнки, выполняется также в некоторых киносъёмочных аппаратах, например, «Aaton 7 LTR». Однако, наибольшее распространение система TTL OTF получила для измерения света фотовспышки в плёночных фотоаппаратах. Первой системной вспышкой, оснащённой экспозиционной автоматикой TTL OTF, стала «Olympus Quick Auto 310» для фотоаппарата «Olympus OM-2».

### Измерение света вспышки
Из-за срабатывания вспышки в момент, когда зеркало поднято, непосредственное измерение её света основной системой TTL через зеркальный видоискатель невозможно. Поэтому в плёночных камерах отдельная система OTF измеряет свет вспышки, отражённый от плёнки. При достижении правильной экспозиции импульс прерывается тиристорным ключом.
В цифровых фотоаппаратах такая технология пригодна в меньшей степени из-за малой отражательной способности большинства фотосенсоров. Современные цифровые системы используют фотоприёмник основного экспонометра и предварительную вспышку малой мощности, излучаемую в момент, предшествующий подъёму зеркала. Интервал между предварительным и основным импульсами так мал, что оба воспринимаются глазом, как один. Исключение составляют случаи использования синхронизации по второй шторке, когда предварительный и основной импульсы отчётливо различимы. На основе интенсивности отражения предварительного импульса TTL-система вычисляет необходимую мощность основного. В некоторых случаях излучается не один, а несколько измерительных импульсов.
Такой же импульс излучается вспышкой при нажатии кнопки экспопамяти (англ. AE-lock). В этом случае осуществляется предварительный расчёт необходимой мощности основной вспышки, которая происходит сразу же после нажатия на спусковую кнопку.
Разные производители фотоаппаратуры используют свои вариации этой технологии, называемые по-разному, но основанные на одинаковых принципах. В системных вспышках Canon Speedlite эта технология получила название E-TTL, впоследствии усовершенствованная и переименованная в E-TTL II. Nikon называет собственную систему с аналогичным принципом действия i-TTL. Торговое название P-TTL присвоено технологии измерения экспозиции фотовспышки в цифровых фотоаппаратах Pentax. В конечном счёте, все эти системы основываются на косвенных данных соотношения отражённого света предвспышки и мощности основного импульса, вычисляемых экспериментально каждым производителем. Поэтому, системные вспышки одних цифровых фотосистем не совместимы с камерами других.
Большинство современных систем вспышечной экспонометрии кроме интенсивности отражённого света предварительной вспышки учитывают и другие факторы, например, дистанцию до главного объекта съёмки. Это позволяет повысить точность экспонирования сюжетов, протяжённых в глубину и с несколькими объектами на разных расстояниях. Такая технология использует данные системы автофокуса, поскольку в большинстве случаев фокусировка производится на сюжетно важный объект. В этом случае при съёмке объекта, расположенного на удалённом фоне, правильную экспозицию получит главный объект, поскольку приоритет отдаётся дистанции наводки, а не отражённому свету. При обычном замере, не учитывающем расстояние, объект съёмки оказался бы передержанным, поскольку удалённый фон отражает мало света. Название технологии отличается у разных производителей: Nikon присвоил ей торговую марку 3D matrix metering, а у Canon такой же принцип включён в спецификацию E-TTL II.
Наиболее совершенные системы позволяют осуществлять автоматическое регулирование света нескольких вспышек, дистанционно управляемых от системы TTL-измерения камеры. При этом команды на начало и прекращение импульса каждой вспышки передаются специальным кодом при помощи инфракрасного излучения. В таких системах для измерения экспозиции также используются предварительные импульсы всех вспышек, участвующих в съёмке.

## Советская аппаратура с TTL-экспонометрами

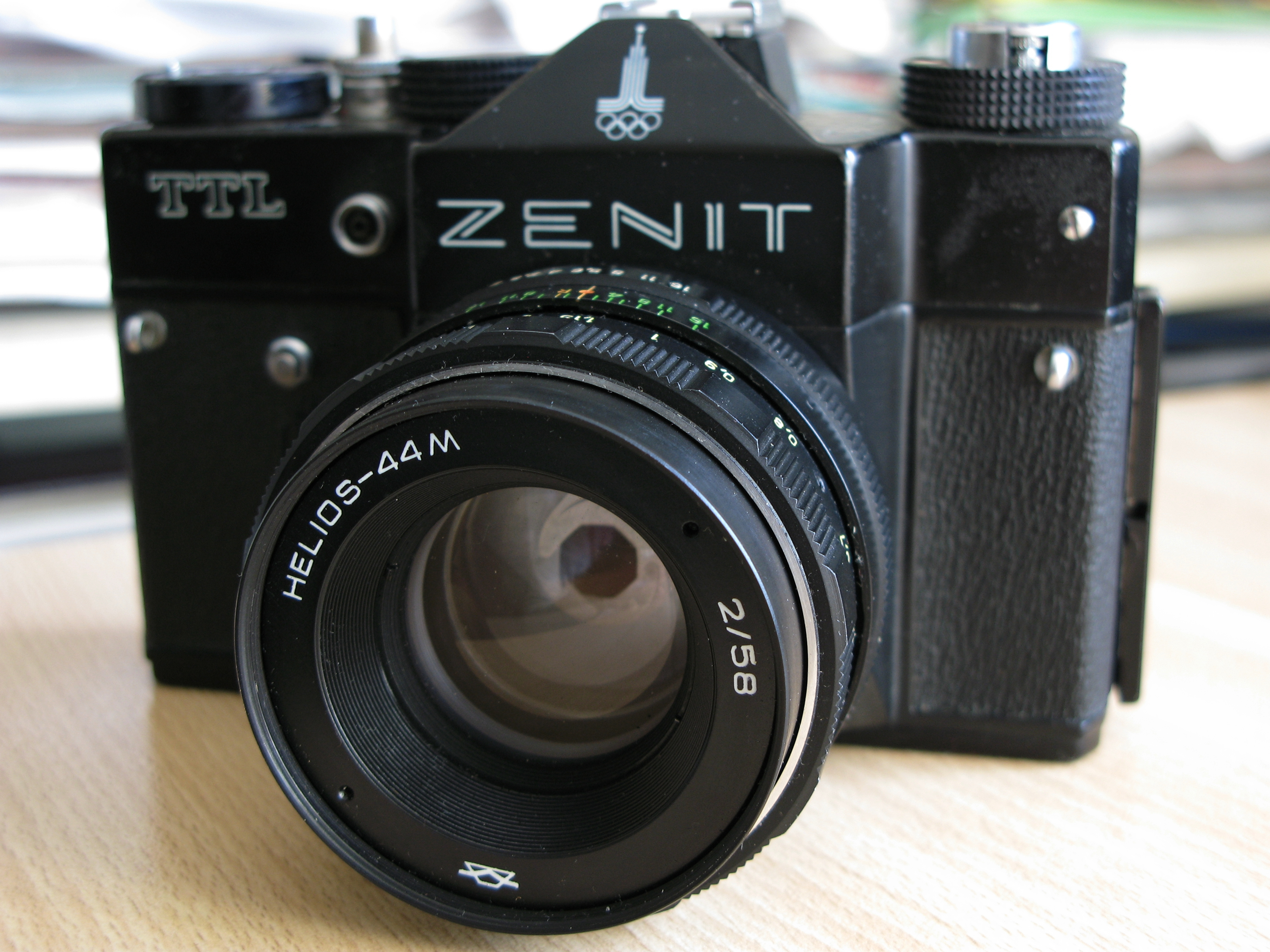
«Зенит-TTL» — самый известный советский фотоаппарат с системой экспонометрии TTL

В СССР разработки систем заобъективного измерения экспозиции начались во второй половине 1960-х годов, и впервые TTL-экспонометр использован в 16-мм киносъёмочных аппаратах серии «Красногорск». В первой половине 1970-х начато серийное производство малоформатных однообъективных зеркальных фотоаппаратов с TTL-экспонометром: «Зенит-16» (КМЗ, официально с 1972 года, фактически с 1975) и «Киев-15» (завод «Арсенал», официально с 1973), которые выпускались ограниченными партиями.
Самой известной советской камерой с таким экспонометром стал малоформатный «Зенит-TTL» (КМЗ, с 1977), название которого соответствует международному обозначению способа измерения. Именно после выхода этой камеры термин «Внутреннее светоизмерение» был вытеснен аббревиатурой TTL. Всего изготовлено 1 632 212 штук на КМЗ и более 1 миллиона на БелОМО. В начале 1980-х годов на заводе «Арсенал» начат выпуск фотоаппаратов «Киев-19» и «Киев-20» с заобъективным экспонометром, а КМЗ представил «Зенит-19».
«Киев-6С TTL» (завод «Арсенал», с 1978 год) и «Киев-88 TTL» (с 1979 года) — первые советские среднеформатные однообъективные зеркальные фотоаппараты с несопряжённым TTL-экспонометром в съёмной пентапризме. Автоматический среднеформатный однообъективный зеркальный фотоаппарат «Киев-90» выпущен в малом количестве.
Дальномерный фотоаппарат «ФЭД-6 TTL» (Харьковский машиностроительный завод «ФЭД») серийно не выпускался.
В 8-мм любительских кинокамерах TTL-экспонометр в СССР впервые применён в аппарате «Кварц-1×8С-1» (КМЗ, с 1969 года) и разработанном на его основе «Кварц-1×8С-2» (с 1974 года).